# Mill Peak
Mill Peak är en bergstopp i Antarktis. Den ligger i Östantarktis. Australien gör anspråk på området. Toppen på Mill Peak är 1 760 meter över havet.
Terrängen runt Mill Peak är huvudsakligen platt, men norrut är den kuperad. Mill Peak är den högsta punkten i trakten. Trakten är obefolkad. Det finns inga samhällen i närheten.